# کودوماری، آئوموری
کودوماری، آئوموری (به لاتین: Kodomari) یک منطقهٔ مسکونی در ژاپن است که در ناحیه توهوکو واقع شده‌است. کودوماری ۳٬۹۸۹ نفر جمعیت دارد.